# پتر وایبل
پتر وایبل (انگلیسی: Peter Weibel; ۱۴ سپتامبر ۱۹۵۰ – ۹ اوت ۲۰۱۷) دوچرخه‌سوار اهل آلمان بود.